# Sergei Vytauto Puskepalis

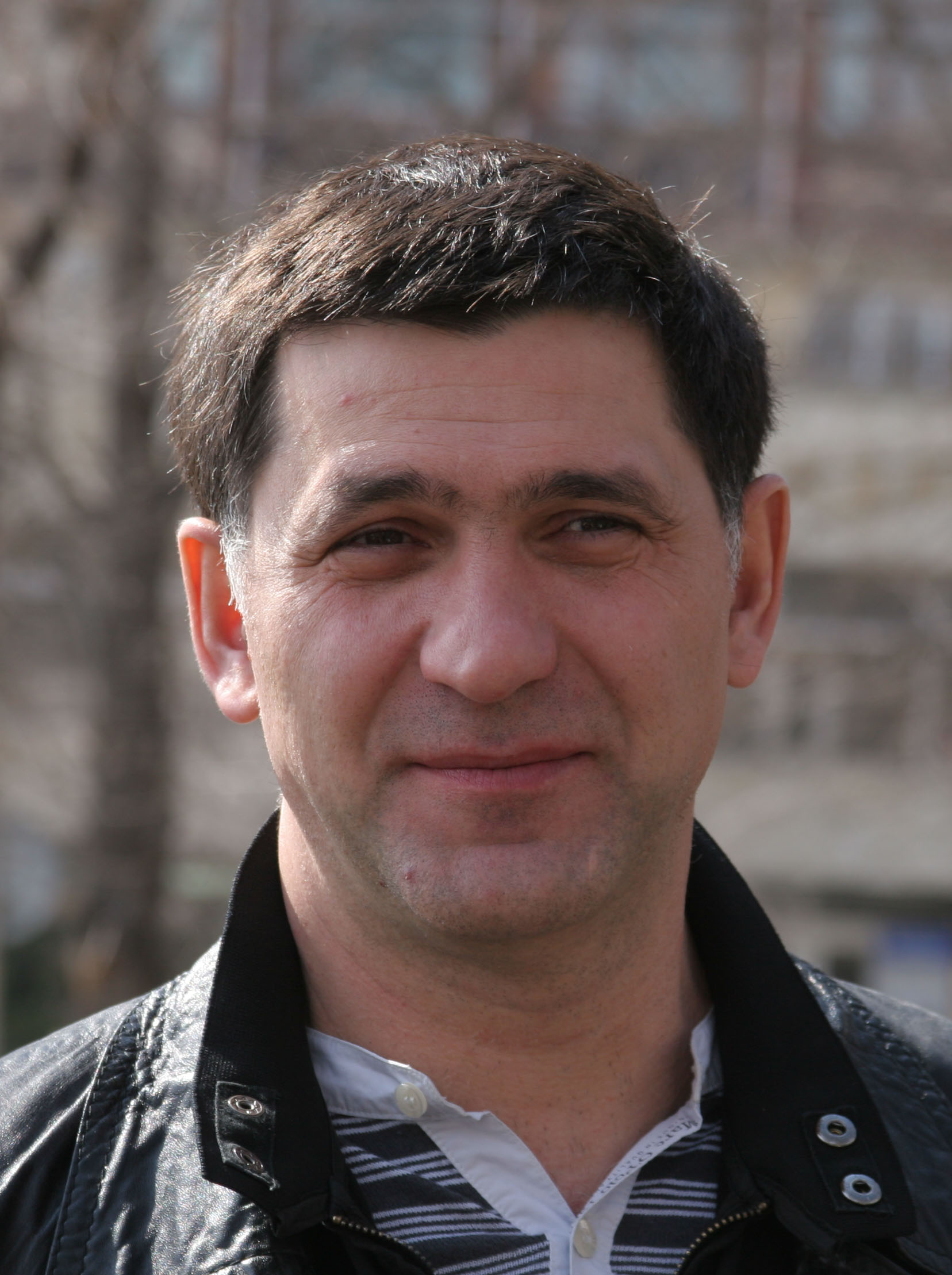
Sergei Puskepalis (2010)

Sergei Vytauto Puskepalis (russisch Сергей Витауто Пускепалис; * 15. April 1966 in Kursk; † 20. September 2022 bei Rostow, Oblast Jaroslawl) war ein russischer Schauspieler und Theaterregisseur. Im Jahr 2009 erhielt er den Titel Verdienter Künstler der Russischen Föderation (Заслуженный артист Российской Федерации).

## Leben und Karriere
Sergei Puskepalis wurde 1966 in Kursk als Sohn eines Litauers und einer Bulgarin aus Moldawien geboren. Er studierte an der Theaterakademie Saratow, diente zwischenzeitlich bei der sowjetischen Marine und arbeitete dann als Schauspieler am Akademietheater Saratow. Auch die Russische Akademie für Theaterkunst besuchte er und schloss dort ein Studium im Jahr 2001 ab. 2003 hatte er im Film Der Spaziergang seine erste Filmrolle. Von 2003 bis 2007 war er künstlerischer Leiter des Puschkin-Theaters in Magnitogorsk, von 2009 bis 2010 leitete er das Wolkow-Dramentheater in Jaroslawl. Parallel dazu hatte er immer häufiger Auftritte in Filmen. 2008 wurde er für seine Rolle im Film Die einfachen Dinge mit einem Nika als beste Neuentdeckung ausgezeichnet. In dem 2010 veröffentlichten How I Ended This Summer unter der Regie von Alexei Popogrebski spielte Puskepalis eine der beiden Hauptrollen. Dafür gewann er bei der Berlinale 2010 den Silbernen Bären als bester Darsteller gemeinsam mit Grigori Dobrygin. Seitdem trat Puskepalis in zahlreichen weiteren russischen Filmen auf.
Sein Sohn Gleb Puskepalis spielte 2003 im Film Koktebel eine der Hauptrollen.
Puskepalis gab an, die ihm angebotenen Filmrollen aus dem Westen abzulehnen, weil er die Darstellung der Russen in westlichen Produktionen als beleidigend und herabsetzend empfand.
Sergei Puskepalis starb am 20. September 2022 bei einem Verkehrsunfall in der Nähe von Rostow in der Oblast Jaroslawl.

## Filmografie (Auswahl)
- 2003: Der Spaziergang (Прогулка)
- 2006: Die einfachen Dinge (Prostyje weschtschi, Простые вещи)
- 2009: Skoro wesna (Скоро весна)
- 2010: Aptekar (Аптекарь)
- 2010: How I Ended This Summer (Как я провёл этим летом)
- 2010: Popytka Wery (Попытка Веры)
- 2011: Sibir. Monamur (Сибирь. Монамур)
- 2011: Moi paren – Angel (Мой парень — Ангел)
- 2011: Saschtschita swidetelei (Защита свидетелей)
- 2011: There Was Never a Better Brother (И не было лучше брата)
- 2012: Schisn i sudba (Жизнь и судьба)
- 2012: Napisano Sergejem Dowlatowym (Написано Сергеем Довлатовым)
- 2012: Raswod (Развод)
- 2013: Krik sowy (Крик совы)
- 2013: Metro – Im Netz des Todes (Метро)
- 2014: Black Sea (Чёрное море)
- 2015: Red Sniper – Die Todesschützin
- 2022: Land of Legends (Сердце Пармы)